# Philadelphia 76ers 2018-2019
La stagione 2018-2019 dei Philadelphia 76ers è stata la 70ª stagione della franchigia nella NBA.

## Draft
| Giro | Scelta | Giocatore     | Ruolo | Nazionalità | Università/Squadra |
| ---- | ------ | ------------- | ----- | ----------- | ------------------ |
| 1    | 16     | Zhaire Smith  | G     | Stati Uniti | TTU Red Raiders    |
| 1    | 26     | Landry Shamet | G     | Stati Uniti | WSU Shockers       |
| 2    | 54     | Shake Milton  | P     | Stati Uniti | SMU Mustangs       |

## Roster
| \| Pos. \| Num. \| Naz. \| Nome \| Altezza \| Peso \| Data nascita \| Provenienza \| \| ---- \| ---- \| ---------------------- \| ----------------------- \| ------- \| ------ \| ------------ \| ------------------ \| \| C \| 0 \| Stati Uniti (bandiera) \| Patton, Justin \| 213 cm \| 109 kg \| 14-06-1997 \| Creighton \| \| G \| 1 \| Stati Uniti (bandiera) \| Shamet, Landry \| 196 cm \| 85 kg \| 13-03-1997 \| Wichita State \| \| A \| 1 \| Stati Uniti (bandiera) \| Scott, Mike \| 203 cm \| 108 kg \| 16-07-1988 \| Virginia \| \| AG/C \| 5 \| Stati Uniti (bandiera) \| Johnson, Amir \| 206 cm \| 109 kg \| 01-05-1987 \| Westchester HS \| \| A \| 7 \| Stati Uniti (bandiera) \| Highsmith, Haywood (TW) \| 201 cm \| 100 kg \| 09-12-1996 \| Wheeling Jesuit \| \| G \| 8 \| Stati Uniti (bandiera) \| Smith, Zhaire \| 193 cm \| 90 kg \| 04-06-1999 \| Texas Tech \| \| A \| 11 \| Stati Uniti (bandiera) \| Ennis, James \| 201 cm \| 95 kg \| 01-07-1990 \| Long Beach \| \| P \| 12 \| Stati Uniti (bandiera) \| McConnell, T.J. \| 188 cm \| 86 kg \| 25-03-1992 \| Arizona \| \| G/AP \| 14 \| Stati Uniti (bandiera) \| Simmons, Jonathon \| 198 cm \| 88 kg \| 14-09-1989 \| Houston \| \| G \| 17 \| Stati Uniti (bandiera) \| Redick, J.J. \| 193 cm \| 91 kg \| 24-06-1984 \| Duke \| \| P/G \| 18 \| Stati Uniti (bandiera) \| Milton, Shake (TW) \| 198 cm \| 94 kg \| 26-09-1996 \| Southern Methodist \| \| P \| 20 \| Stati Uniti (bandiera) \| Fultz, Markelle \| 193 cm \| 91 kg \| 29-05-1998 \| Washington \| \| C \| 21 \| Camerun (bandiera) \| Embiid, Joel \| 213 cm \| 113 kg \| 16-03-1994 \| Kansas \| \| A \| 22 \| Stati Uniti (bandiera) \| Chandler, Wilson \| 206 cm \| 102 kg \| 10-05-1987 \| DePaul \| \| G/AP \| 23 \| Stati Uniti (bandiera) \| Butler, Jimmy \| 203 cm \| 105 kg \| 14-09-1989 \| Marquette \| \| P/A \| 25 \| Australia (bandiera) \| Simmons, Ben \| 208 cm \| 104 kg \| 20-07-1996 \| LSU \| \| G/AP \| 30 \| Turchia (bandiera) \| Korkmaz, Furkan \| 201 cm \| 86 kg \| 24-07-1997 \| Turchia \| \| C \| 31 \| Stati Uniti (bandiera) \| Muscala, Mike \| 211 cm \| 109 kg \| 01-07-1991 \| Bucknell \| \| A \| 33 \| Stati Uniti (bandiera) \| Harris, Tobias \| 206 cm \| 107 kg \| 15-07-1992 \| Tennessee \| \| A \| 43 \| Australia (bandiera) \| Bolden, Jonah \| 208 cm \| 100 kg \| 02-01-1996 \| UCLA \| \| C \| 51 \| Serbia (bandiera) \| Marjanović, Boban \| 222 cm \| 132 kg \| 15-08-1988 \| Serbia \| \| C \| 55 \| Stati Uniti (bandiera) \| Monroe, Greg \| 211 cm \| 121 kg \| 04-06-1990 \| Georgetown \| | Allenatore - Brett Brown Assistente/i - Jim O'Brien - Monty Williams - Billy Lange - Kevin Young - John Bryant - John Townsend Legenda - (C) Capitano - (FA) Free agent - (S) Sospeso - (TW) Contratto Two-way - (GL) Assegnato a squadra G League affiliata - Infortunato Roster • Transazioni · Ultima transazione: 18 dicembre 2018 |                        |                         |         |        |              |                    |
| Pos. | Num. | Naz.                   | Nome                    | Altezza | Peso   | Data nascita | Provenienza        |
| C | 0 | Stati Uniti (bandiera) | Patton, Justin          | 213 cm  | 109 kg | 14-06-1997   | Creighton          |
| G | 1 | Stati Uniti (bandiera) | Shamet, Landry          | 196 cm  | 85 kg  | 13-03-1997   | Wichita State      |
| A | 1 | Stati Uniti (bandiera) | Scott, Mike             | 203 cm  | 108 kg | 16-07-1988   | Virginia           |
| AG/C | 5 | Stati Uniti (bandiera) | Johnson, Amir           | 206 cm  | 109 kg | 01-05-1987   | Westchester HS     |
| A | 7 | Stati Uniti (bandiera) | Highsmith, Haywood (TW) | 201 cm  | 100 kg | 09-12-1996   | Wheeling Jesuit    |
| G | 8 | Stati Uniti (bandiera) | Smith, Zhaire           | 193 cm  | 90 kg  | 04-06-1999   | Texas Tech         |
| A | 11 | Stati Uniti (bandiera) | Ennis, James            | 201 cm  | 95 kg  | 01-07-1990   | Long Beach         |
| P | 12 | Stati Uniti (bandiera) | McConnell, T.J.         | 188 cm  | 86 kg  | 25-03-1992   | Arizona            |
| G/AP | 14 | Stati Uniti (bandiera) | Simmons, Jonathon       | 198 cm  | 88 kg  | 14-09-1989   | Houston            |
| G | 17 | Stati Uniti (bandiera) | Redick, J.J.            | 193 cm  | 91 kg  | 24-06-1984   | Duke               |
| P/G | 18 | Stati Uniti (bandiera) | Milton, Shake (TW)      | 198 cm  | 94 kg  | 26-09-1996   | Southern Methodist |
| P | 20 | Stati Uniti (bandiera) | Fultz, Markelle         | 193 cm  | 91 kg  | 29-05-1998   | Washington         |
| C | 21 | Camerun (bandiera)     | Embiid, Joel            | 213 cm  | 113 kg | 16-03-1994   | Kansas             |
| A | 22 | Stati Uniti (bandiera) | Chandler, Wilson        | 206 cm  | 102 kg | 10-05-1987   | DePaul             |
| G/AP | 23 | Stati Uniti (bandiera) | Butler, Jimmy           | 203 cm  | 105 kg | 14-09-1989   | Marquette          |
| P/A | 25 | Australia (bandiera)   | Simmons, Ben            | 208 cm  | 104 kg | 20-07-1996   | LSU                |
| G/AP | 30 | Turchia (bandiera)     | Korkmaz, Furkan         | 201 cm  | 86 kg  | 24-07-1997   | Turchia            |
| C | 31 | Stati Uniti (bandiera) | Muscala, Mike           | 211 cm  | 109 kg | 01-07-1991   | Bucknell           |
| A | 33 | Stati Uniti (bandiera) | Harris, Tobias          | 206 cm  | 107 kg | 15-07-1992   | Tennessee          |
| A | 43 | Australia (bandiera)   | Bolden, Jonah           | 208 cm  | 100 kg | 02-01-1996   | UCLA               |
| C | 51 | Serbia (bandiera)      | Marjanović, Boban       | 222 cm  | 132 kg | 15-08-1988   | Serbia             |
| C | 55 | Stati Uniti (bandiera) | Monroe, Greg            | 211 cm  | 121 kg | 04-06-1990   | Georgetown         |

## Classifiche

### Division
| Atlantic Division  | V  | S  | V%    | PR   | Casa | Trasf | Div | PG |
| ------------------ | -- | -- | ----- | ---- | ---- | ----- | --- | -- |
| Toronto Raptors    | 16 | 4  | 0.800 | 0    | 8-2  | 8-2   | 3-1 | 20 |
| Philadelphia 76ers | 13 | 8  | 0.619 | 3.5  | 10-1 | 3-7   | 0-3 | 21 |
| Boston Celtics     | 10 | 10 | 0.500 | 6.0  | 5-3  | 5-7   | 3-2 | 20 |
| Brooklyn Nets      | 8  | 12 | 0.400 | 8.0  | 3-5  | 5-7   | 2-1 | 20 |
| N.Y. Knicks        | 6  | 14 | 0.300 | 10.0 | 3-6  | 3-8   | 2-3 | 20 |

### Conference
| Eastern Conference | Eastern Conference     | Eastern Conference | Eastern Conference | Eastern Conference | Eastern Conference | Eastern Conference |
| #                  | Squadra                | V                  | S                  | V%                 | PR                 | PG                 |
| ------------------ | ---------------------- | ------------------ | ------------------ | ------------------ | ------------------ | ------------------ |
| 1                  | z – Milwaukee Bucks    | 60                 | 22                 | .732               | –                  | 82                 |
| 2                  | y – Toronto Raptors    | 58                 | 24                 | .707               | 2,0                | 82                 |
| 3                  | x – Philadelphia 76ers | 51                 | 31                 | .622               | 9,0                | 82                 |
| 4                  | x – Boston Celtics     | 49                 | 33                 | .598               | 11,0               | 82                 |
| 5                  | x – Indiana Pacers     | 48                 | 34                 | .585               | 12,0               | 82                 |
| 6                  | x – Brooklyn Nets      | 42                 | 40                 | .512               | 18,0               | 82                 |
| 7                  | y – Orlando Magic      | 42                 | 40                 | .512               | 18,0               | 82                 |
| 8                  | x – Detroit Pistons    | 41                 | 41                 | .500               | 19,0               | 82                 |
|                    |                        |                    |                    |                    |                    |                    |
| 9                  | Charlotte Hornets      | 39                 | 43                 | .476               | 21,0               | 82                 |
| 10                 | Miami Heat             | 39                 | 43                 | .476               | 21,0               | 82                 |
| 11                 | Wash. Wizards          | 32                 | 50                 | .390               | 28,0               | 82                 |
| 12                 | Atlanta Hawks          | 29                 | 53                 | .354               | 31,0               | 82                 |
| 13                 | Chicago Bulls          | 22                 | 60                 | .268               | 38,0               | 82                 |
| 14                 | Cleveland Cavaliers    | 19                 | 63                 | .232               | 41,0               | 82                 |
| 15                 | N.Y. Knicks            | 17                 | 65                 | .207               | 43,0               | 82                 |

## Mercato

### Free Agency
Rinnovi
| Giocatore         | Data           |
| ----------------- | -------------- |
| J. J. Redick      | 6 luglio 2018  |
| Amir Johnson      | 16 luglio 2018 |
| Demetrius Jackson | 27 luglio 2018 |

#### Acquisti
| Giocatore     | Contratto      | Provenienza                     |
| ------------- | -------------- | ------------------------------- |
| Norvel Pelle  | 3 agosto 2018  | Auxilium Torino                 |
| Anthony Brown | 29 agosto 2018 | Minnesota T'wolves/ Iowa Wolves |

#### Cessioni
| Giocatore       | Contratto  | Nuova Squadra     |
| --------------- | ---------- | ----------------- |
| Ersan İlyasova  | Svincolato | Milwaukee Bucks   |
| Marco Belinelli | Svincolato | San Antonio Spurs |
| Norvel Pelle    | Svincolato | Del. Blue Coats   |
| Anthony Brown   | Svincolato | Partizan          |

### Scambi
| 21 giugno 2018   | Philadelphia 76ers Zhaire Smith Scelta 1º giro Draft 2021 dei Miami Heat                | Phoenix Suns Mikal Bridges |
| 21 giugno 2018   | Philadelphia 76ers Due future scelte 2º giro Draft                                      | Detroit Pistons Khyri Thomas                                                                                                   |
| 21 giugno 2018   | Philadelphia 76ers Shake Milton                                                         | Dallas Mavericks Ray Spalding Kōstas Antetokounmpo                                                                             |
| 6 luglio 2018    | Philadelphia 76ers Scelta 2º giro Draft 2019 Cash considerations                        | L.A. Lakers Isaac Bonga |
| 6 luglio 2018    | Philadelphia 76ers Wilson Chandler Futura scelta 2º giro Draft                          | Denver Nuggets Cash considerations                                                                                             |
| 20 luglio 2018   | Philadelphia 76ers Cash considerations                                                  | Phoenix Suns Richaun Holmes |
| 25 luglio 2018   | Philadelphia 76ersMike Muscala (da Atlanta)                                             | Atlanta Hawks Carmelo Anthony (da Oklahoma City) Justin Anderson (da Philadelphia)Scelta 1º giro Draft 2022 (da Oklahoma City) |
| 25 luglio 2018   | Oklahoma Thunder Dennis Schröder (da Atlanta) Timothé Luwawu-Cabarrot (da Philadelphia) | |
| 12 novembre 2018 | Philadelphia 76ers Jimmy Butler Justin Patton                                           | Minnesota T'wolves Robert Covington Dario Šarić Jerryd Bayless Scelta 2º giro Draft 2022                                       |

## Calendario e risultati

### Preseason
| Preseason 2018                                    | Preseason 2018                                    | Preseason 2018                                    | Preseason 2018                                    | Preseason 2018                                    | Preseason 2018                                    | Preseason 2018                                    | Preseason 2018                                    | Preseason 2018                                    |
| Record preseason: 3-1 (Casa: 3-1; Trasferta: 0-0) | Record preseason: 3-1 (Casa: 3-1; Trasferta: 0-0) | Record preseason: 3-1 (Casa: 3-1; Trasferta: 0-0) | Record preseason: 3-1 (Casa: 3-1; Trasferta: 0-0) | Record preseason: 3-1 (Casa: 3-1; Trasferta: 0-0) | Record preseason: 3-1 (Casa: 3-1; Trasferta: 0-0) | Record preseason: 3-1 (Casa: 3-1; Trasferta: 0-0) | Record preseason: 3-1 (Casa: 3-1; Trasferta: 0-0) | Record preseason: 3-1 (Casa: 3-1; Trasferta: 0-0) |
| Partita                                           | Data                                              | Avversario                                        | Punteggio                                         | Più punti                                         | Più rimbalzi                                      | Più assist                                        | Stadio e spettatori                               | Record                                            |
| ------------------------------------------------- | ------------------------------------------------- | ------------------------------------------------- | ------------------------------------------------- | ------------------------------------------------- | ------------------------------------------------- | ------------------------------------------------- | ------------------------------------------------- | ------------------------------------------------- |
| 1                                                 | 28.09.2018                                        | Melbourne United                                  | V 104-84                                          | Embiid (20)                                       | Embiid (13)                                       | Simmons (16)                                      | Wells Fargo Center (20.318)                       | 1-0                                               |
| 2                                                 | 1.10.2018                                         | Orlando Magic                                     | V 120-114                                         | Embiid (21)                                       | Embiid, Muscala (7)                               | Simmons (7)                                       | Wells Fargo Center (12.005)                       | 2-0                                               |
| 3                                                 | 5.10.2018                                         | Dallas Mavericks                                  | V 120-114                                         | Redick (28)                                       | Embiid (10)                                       | Simmons (10)                                      | Mercedes-Benz Arena (15.992)                      | 3-0                                               |
| 4                                                 | 8.10.2018                                         | Dallas Mavericks                                  | P 112-115                                         | Embiid (29)                                       | Simmons (9)                                       | Simmons, Redick (6)                               | Shenzhen Universiade Sports Centre (17.396)       | 3-1                                               |

### Regular season

#### Ottobre
| Ottobre 2018                                    | Ottobre 2018                                    | Ottobre 2018                                    | Ottobre 2018                                    | Ottobre 2018                                    | Ottobre 2018                                    | Ottobre 2018                                    | Ottobre 2018                                    | Ottobre 2018                                    |
| Record ottobre: 4-4 (Casa: 4-0; Trasferta: 0-4) | Record ottobre: 4-4 (Casa: 4-0; Trasferta: 0-4) | Record ottobre: 4-4 (Casa: 4-0; Trasferta: 0-4) | Record ottobre: 4-4 (Casa: 4-0; Trasferta: 0-4) | Record ottobre: 4-4 (Casa: 4-0; Trasferta: 0-4) | Record ottobre: 4-4 (Casa: 4-0; Trasferta: 0-4) | Record ottobre: 4-4 (Casa: 4-0; Trasferta: 0-4) | Record ottobre: 4-4 (Casa: 4-0; Trasferta: 0-4) | Record ottobre: 4-4 (Casa: 4-0; Trasferta: 0-4) |
| Partita                                         | Data                                            | Avversario                                      | Punteggio                                       | Più punti                                       | Più rimbalzi                                    | Più assist                                      | Spettatori                                      | Record                                          |
| ----------------------------------------------- | ----------------------------------------------- | ----------------------------------------------- | ----------------------------------------------- | ----------------------------------------------- | ----------------------------------------------- | ----------------------------------------------- | ----------------------------------------------- | ----------------------------------------------- |
| 1                                               | 16.10.2018                                      | @ Boston Celtics                                | P 87-105                                        | Embiid (23)                                     | Simmons (15)                                    | Simmons (8)                                     | TD Garden (18.624)                              | 0-1                                             |
| 2                                               | 18.10.2018                                      | Chicago Bulls                                   | V 127-108                                       | Embiid (30)                                     | Simmons (13)                                    | Simmons (11)                                    | Wells Fargo Center (20.302)                     | 1-1                                             |
| 3                                               | 20.10.2018                                      | Orlando Magic                                   | V 116-115                                       | Embiid (32)                                     | Embiid (10)                                     | Fultz (7)                                       | Wells Fargo Center (20.300)                     | 2-1                                             |
| 4                                               | 23.10.2018                                      | @ Detroit Pistons                               | P 132-133 (OT)                                  | Embiid (32)                                     | Embiid (10)                                     | McConnell (7)                                   | Little Caesars Arena (14.418)                   | 2-2                                             |
| 5                                               | 24.10.2018                                      | @ Milwaukee Bucks                               | P 108-123                                       | Embiid (30)                                     | Embiid (19)                                     | Simmons (11)                                    | Fiserv Forum (17.341)                           | 2-3                                             |
| 6                                               | 27.10.2018                                      | Charlotte Hornets                               | V 105-103                                       | Embiid (27)                                     | Embiid (14)                                     | Fultz (4)                                       | Wells Fargo Center (20.203)                     | 3-3                                             |
| 7                                               | 29.10.2018                                      | Atlanta Hawks                                   | V 113-91                                        | Simmons (21)                                    | Simmons (12)                                    | Simmons (9)                                     | Wells Fargo Center (20.269)                     | 4-3                                             |
| 8                                               | 30.10.2018                                      | @ Toronto Raptors                               | P 112-129                                       | Embiid (31)                                     | Embiid (11)                                     | Simmons (10)                                    | Scotiabank Arena (19.800)                       | 4-4                                             |

#### Novembre
| Novembre 2018                                     | Novembre 2018                                     | Novembre 2018                                     | Novembre 2018                                     | Novembre 2018                                     | Novembre 2018                                     | Novembre 2018                                     | Novembre 2018                                     | Novembre 2018                                     |
| Record novembre: 12-4 (Casa: 8-1; Trasferta: 4-3) | Record novembre: 12-4 (Casa: 8-1; Trasferta: 4-3) | Record novembre: 12-4 (Casa: 8-1; Trasferta: 4-3) | Record novembre: 12-4 (Casa: 8-1; Trasferta: 4-3) | Record novembre: 12-4 (Casa: 8-1; Trasferta: 4-3) | Record novembre: 12-4 (Casa: 8-1; Trasferta: 4-3) | Record novembre: 12-4 (Casa: 8-1; Trasferta: 4-3) | Record novembre: 12-4 (Casa: 8-1; Trasferta: 4-3) | Record novembre: 12-4 (Casa: 8-1; Trasferta: 4-3) |
| Partita                                           | Data                                              | Avversario                                        | Punteggio                                         | Più punti                                         | Più rimbalzi                                      | Più assist                                        | Spettatori                                        | Record                                            |
| ------------------------------------------------- | ------------------------------------------------- | ------------------------------------------------- | ------------------------------------------------- | ------------------------------------------------- | ------------------------------------------------- | ------------------------------------------------- | ------------------------------------------------- | ------------------------------------------------- |
| 9                                                 | 1.11.2018                                         | L.A. Clippers                                     | V 122-113                                         | Embiid (41)                                       | Embiid (13)                                       | Simmons (11)                                      | Wells Fargo Center (20.246)                       | 5-4                                               |
| 10                                                | 3.11.2018                                         | Detroit Pistons                                   | V 109-99                                          | Embiid (39)                                       | Embiid (17)                                       | Simmons (5)                                       | Wells Fargo Center (20.289)                       | 6-4                                               |
| 11                                                | 4.11.2018                                         | @ Brooklyn Nets                                   | P 97-122                                          | Simmons (20)                                      | Embiid (15)                                       | Embiid (4)                                        | Barclays Center (12.826)                          | 6-5                                               |
| 12                                                | 7.11.2018                                         | @ Indiana Pacers                                  | V 100-94                                          | Embiid (20)                                       | Embiid, Simmons (10)                              | Simmons (8)                                       | Bankers Life Fieldhouse (16.434)                  | 7-5                                               |
| 13                                                | 9.11.2018                                         | Charlotte Hornets                                 | V 133-132 (OT)                                    | Embiid (42)                                       | Embiid (18)                                       | Simmons (13)                                      | Wells Fargo Center (20.424)                       | 8-5                                               |
| 14                                                | 10.11.2018                                        | @ Memphis Grizzlies                               | P 106-112 (OT)                                    | Redick (20)                                       | Embiid (16)                                       | McConnell (7)                                     | FedExForum (16.904)                               | 8-6                                               |
| 15                                                | 12.11.2018                                        | @ Miami Heat                                      | V 124-114                                         | Embiid (35)                                       | Embiid (18)                                       | Simmons (7)                                       | American Airlines Arena (19.600)                  | 9-6                                               |
| 16                                                | 14.11.2018                                        | @ Orlando Magic                                   | P 106-111                                         | Redick (22)                                       | Embiid (13)                                       | Embiid (10)                                       | Amway Center (15.921)                             | 9-7                                               |
| 17                                                | 16.11.2018                                        | Utah Jazz                                         | V 113-107                                         | Butler (28)                                       | Simmons (8)                                       | Simmons (8)                                       | Wells Fargo Center (20.485)                       | 10-7                                              |
| 18                                                | 17.11.2018                                        | @ Charlotte Hornets                               | V 122-119 (OT)                                    | Embiid (33)                                       | Embiid, Simmons (11)                              | Simmons (9)                                       | Spectrum Center (19.426)                          | 11-7                                              |
| 19                                                | 19.11.2018                                        | Phoenix Suns                                      | V 119-114                                         | Embiid (33)                                       | Embiid (17)                                       | Simmons (9)                                       | Wells Fargo Center (20.459)                       | 12-7                                              |
| 20                                                | 21.11.2018                                        | N.O. Pelicans                                     | V 121-120                                         | Embiid (31)                                       | Embiid (19)                                       | Simmons (7)                                       | Wells Fargo Center (20.352)                       | 13-7                                              |
| 21                                                | 23.11.2018                                        | Cleveland Cavaliers                               | P 112-121                                         | Embiid (24)                                       | Embiid (12)                                       | Simmons (10)                                      | Wells Fargo Center (19.432)                       | 13-8                                              |
| 22                                                | 25.11.2018                                        | @ Brooklyn Nets                                   | V 127-125                                         | Butler (34)                                       | Butler, Embiid (12)                               | Simmons (9)                                       | Barclays Center (15.217)                          | 14-8                                              |
| 23                                                | 28.11.2018                                        | N.Y. Knicks                                       | V 117-91                                          | Embiid (26)                                       | Embiid (14)                                       | Embiid, Simmons (7)                               | Wells Fargo Center (20.274)                       | 15-8                                              |
| 24                                                | 30.11.2018                                        | Wash. Wizards                                     | V 123-98                                          | Embiid (16)                                       | Embiid (15)                                       | Simmons (10)                                      | Wells Fargo Center (20.400)                       | 16-8                                              |

#### Dicembre
| Dicembre 2018                                    | Dicembre 2018                                    | Dicembre 2018                                    | Dicembre 2018                                    | Dicembre 2018                                    | Dicembre 2018                                    | Dicembre 2018                                    | Dicembre 2018                                    | Dicembre 2018                                    |
| Record dicembre: 7-6 (Casa: 4-2; Trasferta: 3-4) | Record dicembre: 7-6 (Casa: 4-2; Trasferta: 3-4) | Record dicembre: 7-6 (Casa: 4-2; Trasferta: 3-4) | Record dicembre: 7-6 (Casa: 4-2; Trasferta: 3-4) | Record dicembre: 7-6 (Casa: 4-2; Trasferta: 3-4) | Record dicembre: 7-6 (Casa: 4-2; Trasferta: 3-4) | Record dicembre: 7-6 (Casa: 4-2; Trasferta: 3-4) | Record dicembre: 7-6 (Casa: 4-2; Trasferta: 3-4) | Record dicembre: 7-6 (Casa: 4-2; Trasferta: 3-4) |
| Partita                                          | Data                                             | Avversario                                       | Punteggio                                        | Più punti                                        | Più rimbalzi                                     | Più assist                                       | Spettatori                                       | Record                                           |
| ------------------------------------------------ | ------------------------------------------------ | ------------------------------------------------ | ------------------------------------------------ | ------------------------------------------------ | ------------------------------------------------ | ------------------------------------------------ | ------------------------------------------------ | ------------------------------------------------ |
| 25                                               | 2.12.2018                                        | Memphis Grizzlies                                | V 103-95                                         | Redick (24)                                      | Embiid (14)                                      | Simmons (6)                                      | Wells Fargo Center (20.334)                      | 17-8                                             |
| 26                                               | 5.12.2018                                        | @ Toronto Raptors                                | P 102-113                                        | Butler (38)                                      | Embiid (12)                                      | Simmons (11)                                     | Scotiabank Arena (19.800)                        | 17-9                                             |
| 27                                               | 7.12.2018                                        | @ Detroit Pistons                                | V 117-111                                        | Butler (38)                                      | Embiid (14)                                      | Butler, Simmons (6)                              | Little Caesars Arena (15.680)                    | 18-9                                             |
| 28                                               | 10.12.2018                                       | Detroit Pistons                                  | 116-102                                          | Embiid (24)                                      | Simmons (10)                                     | Simmons (7)                                      | Wells Fargo Center (20.199)                      | 19-9                                             |
| 29                                               | 12.12.2018                                       | Brooklyn Nets                                    | P 124-127                                        | Embiid (33)                                      | Embiid (17)                                      | Simmons (7)                                      | Wells Fargo Center (20.376)                      | 19-10                                            |
| 30                                               | 14.12.2018                                       | Indiana Pacers                                   | P 101-113                                        | Embiid (40)                                      | Embiid (21)                                      | McConnell (5)                                    | Wells Fargo Center (20.337)                      | 19-11                                            |
| 31                                               | 16.12.2018                                       | @ Cleveland Cavaliers                            | V 128-105                                        | Simmons (22)                                     | Simmons (11)                                     | Simmons (14)                                     | Quicken Loans Arena (19.432)                     | 20-11                                            |
| 32                                               | 17.12.2018                                       | @ San Antonio Spurs                              | P 96-123                                         | Redick, Simmons (16)                             | Embiid (11)                                      | Simmons (6)                                      | AT&T Center (17.486)                             | 20-12                                            |
| 33                                               | 19.12.2018                                       | N.Y. Knicks                                      | V 131-109                                        | Embiid (20)                                      | Simmons (11)                                     | Simmons (10)                                     | Wells Fargo Center (20.424)                      | 21-12                                            |
| 34                                               | 22.12.2018                                       | Toronto Raptors                                  | V 126-101                                        | Embiid (27)                                      | Simmons (12)                                     | Simmons (8)                                      | Wells Fargo Center                               | 22-12                                            |
| 35                                               | 25.12.2018                                       | @ Boston Celtics                                 | P 114-121 (OT)                                   | Embiid (34)                                      | Embiid (16)                                      | Simmons (8)                                      | TD Garden (18.624)                               | 22-13                                            |
| 36                                               | 27.12.2018                                       | @ Utah Jazz                                      | V 114-97                                         | Redick (24)                                      | Embiid (15)                                      | Simmons (12)                                     | Vivint Smart Home Arena (18.306)                 | 23-13                                            |
| 37                                               | 30.12.2018                                       | @ Portland T. Blazers                            | P 95-129                                         | Simmons (19)                                     | Bolden (8)                                       | Butler (6)                                       | Moda Center (19.393)                             | 23-14                                            |

#### Gennaio
| Gennaio 2019                                     | Gennaio 2019                                     | Gennaio 2019                                     | Gennaio 2019                                     | Gennaio 2019                                     | Gennaio 2019                                     | Gennaio 2019                                     | Gennaio 2019                                     | Gennaio 2019                                     |
| Record gennaio: 11-4 (Casa: 5-2; Trasferta: 6-2) | Record gennaio: 11-4 (Casa: 5-2; Trasferta: 6-2) | Record gennaio: 11-4 (Casa: 5-2; Trasferta: 6-2) | Record gennaio: 11-4 (Casa: 5-2; Trasferta: 6-2) | Record gennaio: 11-4 (Casa: 5-2; Trasferta: 6-2) | Record gennaio: 11-4 (Casa: 5-2; Trasferta: 6-2) | Record gennaio: 11-4 (Casa: 5-2; Trasferta: 6-2) | Record gennaio: 11-4 (Casa: 5-2; Trasferta: 6-2) | Record gennaio: 11-4 (Casa: 5-2; Trasferta: 6-2) |
| Partita                                          | Data                                             | Avversario                                       | Punteggio                                        | Più punti                                        | Più rimbalzi                                     | Più assist                                       | Spettatori                                       | Record                                           |
| ------------------------------------------------ | ------------------------------------------------ | ------------------------------------------------ | ------------------------------------------------ | ------------------------------------------------ | ------------------------------------------------ | ------------------------------------------------ | ------------------------------------------------ | ------------------------------------------------ |
| 38                                               | 1.1.2019                                         | @ L.A. Clippers                                  | V 119-113                                        | Embiid (28)                                      | Embiid (19)                                      | Simmons (8)                                      | Staples Center (17.868)                          | 24-14                                            |
| 39                                               | 2.1.2019                                         | @ Phoenix Suns                                   | V 132-127                                        | Embiid (28)                                      | Embiid (19)                                      | Simmons (6)                                      | Talking Stick Resort Arena (15.226)              | 25-14                                            |
| 40                                               | 5.1.2019                                         | Dallas Mavericks                                 | V 106-100                                        | Embiid (25)                                      | Simmons (14)                                     | Simmons (11)                                     | Wells Fargo Center (20.656)                      | 26-14                                            |
| 41                                               | 8.1.2019                                         | Wash. Wizards                                    | V 132-115                                        | Shamet (29)                                      | Embiid (10)                                      | Simmons (9)                                      | Wells Fargo Center (20.446)                      | 27-14                                            |
| 42                                               | 9.1.2019                                         | @ Wash. Wizards                                  | P 106-123                                        | Embiid (35)                                      | Embiid (14)                                      | Simmons (8)                                      | Capital One Arena (18.039)                       | 27-15                                            |
| 43                                               | 11.1.2019                                        | Atlanta Hawks                                    | P 121-123                                        | Butler (30)                                      | Simmons (10)                                     | Simmons (15)                                     | Wells Fargo Center (20.487)                      | 27-16                                            |
| 44                                               | 13.1.2019                                        | @ N.Y. Knicks                                    | V 108-105                                        | Embiid (26)                                      | Simmons (22)                                     | Simmons (9)                                      | Madison Square Garden (18.596)                   | 28-16                                            |
| 45                                               | 15.1.2019                                        | Minnesota T'wolves                               | V 149-107                                        | Embiid (31)                                      | Embiid (13)                                      | Simmons (9)                                      | Wells Fargo Center (20.487)                      | 29-16                                            |
| 46                                               | 17.1.2019                                        | @ Indiana Pacers                                 | V 120-96                                         | Butler (27)                                      | Embiid (13)                                      | Butler, Embiid, Simmons (8)                      | Bankers Life Fieldhouse (16.007)                 | 30-16                                            |
| 47                                               | 19.1.2019                                        | Oklahoma Thunder                                 | P 115-117                                        | Butler (31)                                      | Simmons (15)                                     | Simmons (9)                                      | Wells Fargo Center (20.646)                      | 30-17                                            |
| 48                                               | 21.1.2019                                        | Houston Rockets                                  | V 121-93                                         | Embiid (32)                                      | Embiid, Chandler (14)                            | Simmons (6)                                      | Wells Fargo Center (20.313)                      | 31-17                                            |
| 49                                               | 23.1.2019                                        | San Antonio Spurs                                | V 122-120                                        | Embiid (33)                                      | Simmons (19)                                     | Simmons (15)                                     | Wells Fargo Center (20.339)                      | 32-17                                            |
| 50                                               | 26.1.2019                                        | @ Denver Nuggets                                 | P 110-126                                        | JJ Redick (22)                                   | Ben Simmons (12)                                 | T.J. McConnell (6)                               | Pepsi Center (19,673)                            | 32-18                                            |
| 51                                               | 29.1.2019                                        | @ L.A. Lakers                                    | V 121-105                                        | Joel Embiid (28)                                 | Joel Embiid (11)                                 | Butler, Embiid, Simmons, McConnell (6)           | Staples Center (18,997)                          | 33-18                                            |
| 52                                               | 31.1.2019                                        | @ G.S. Warriors                                  | V 113-104                                        | Embiid, Simmons (26)                             | Joel Embiid (20)                                 | Butler, Simmons (6)                              | Oracle Arena (19,596)                            | 34-18                                            |

#### Febbraio
| febbraio 2019                                    | febbraio 2019                                    | febbraio 2019                                    | febbraio 2019                                    | febbraio 2019                                    | febbraio 2019                                    | febbraio 2019                                    | febbraio 2019                                    | febbraio 2019                                    |
| Record febbraio: 3-3 (Casa: 2-2; Trasferta: 1-1) | Record febbraio: 3-3 (Casa: 2-2; Trasferta: 1-1) | Record febbraio: 3-3 (Casa: 2-2; Trasferta: 1-1) | Record febbraio: 3-3 (Casa: 2-2; Trasferta: 1-1) | Record febbraio: 3-3 (Casa: 2-2; Trasferta: 1-1) | Record febbraio: 3-3 (Casa: 2-2; Trasferta: 1-1) | Record febbraio: 3-3 (Casa: 2-2; Trasferta: 1-1) | Record febbraio: 3-3 (Casa: 2-2; Trasferta: 1-1) | Record febbraio: 3-3 (Casa: 2-2; Trasferta: 1-1) |
| Partita                                          | Data                                             | Avversario                                       | Punteggio                                        | Più punti                                        | Più rimbalzi                                     | Più assist                                       | Spettatori                                       | Record                                           |
| ------------------------------------------------ | ------------------------------------------------ | ------------------------------------------------ | ------------------------------------------------ | ------------------------------------------------ | ------------------------------------------------ | ------------------------------------------------ | ------------------------------------------------ | ------------------------------------------------ |
| 53                                               | 2.02.2019                                        | @ Sacramento Kings                               | P 108-115                                        | Butler, Embiid (29)                              | Joel Embiid (17)                                 | Jimmy Butler (7)                                 | Golden 1 Center (17,586)                         | 34-19                                            |
| 54                                               | 5.02.2019                                        | Toronto Raptors                                  | P 107-119                                        | Joel Embiid (37)                                 | Joel Embiid (13)                                 | Ben Simmons (6)                                  | Wells Fargo Center (20,472)                      | 34-20                                            |
| 55                                               | 8.02.2019                                        | Denver Nuggets                                   | V 117-110                                        | JJ Redick (34)                                   | Joel Embiid (12)                                 | Ben Simmons (6)                                  | Wells Fargo Center (20,627)                      | 35-20                                            |
| 56                                               | 10.02.2019                                       | L.A. Lakers                                      | V 143-120                                        | Joel Embiid (37)                                 | Joel Embiid (14)                                 | Ben Simmons (7)                                  | Wells Fargo Center (20,683)                      | 36-20                                            |
| 57                                               | 12.02.2019                                       | Boston Celtics                                   | P 109-112                                        | Joel Embiid (23)                                 | Joel Embiid (14)                                 | Ben Simmons (5)                                  | Wells Fargo Center (20,582)                      | 36-21                                            |
| 58                                               | 13.02.2019                                       | @ N.Y. Knicks                                    | V 126-111                                        | Joel Embiid (23)                                 | Joel Embiid (14)                                 | Jimmy Butler (8)                                 | Madison Square Garden (18,983)                   | 37-21                                            |
| 59                                               | 21.02.2019                                       | Miami Heat                                       |                                                  |                                                  |                                                  |                                                  | Wells Fargo Center                               |                                                  |
| 60                                               | 23.02.2019                                       | Portland T. Blazers                              |                                                  |                                                  |                                                  |                                                  | Wells Fargo Center                               |                                                  |
| 61                                               | 25.02.2019                                       | @ N.O. Pelicans                                  |                                                  |                                                  |                                                  |                                                  | Smoothie King Center                             |                                                  |
| 62                                               | 28.02.2019                                       | @ Oklahoma Thunder                               |                                                  |                                                  |                                                  |                                                  | Chesapeake Energy Arena                          |                                                  |

## Premi individuali
| Assegnato a | Premio                                       | Data premio    | Ref.  |
| ----------- | -------------------------------------------- | -------------- | ----- |
| Joel Embiid | Giocatore della settimana Eastern Conference | 7 gennaio 2019 | [ 1 ] |